# Oleksandr Zjeltiakov
Oleksandr Viktorovytj Zjeltiakov (ukrainska: Олександр Вікторович Желтяков), född 15 november 2005, är en ukrainsk simmare.

## Karriär
Vid europamästerskapen i simsport 2024 tog Zjeltiakov guld på 200 meter ryggsim samt var en del av Ukrainas lag som tog brons på 4×100 meter medley.